# 黄自英
黄自英（1956年—），自号乐羽斋陶人，江苏宜兴人，当代紫砂壶名家，是一位擅长自制、自刻的双栖紫砂艺人。

## 生平
黄自英出生于宜兴，自幼书法功底扎实。他于1972年进入宜兴紫砂工艺厂，师从中国工艺美术大师、陶刻名家鲍志强学习紫砂陶刻艺术。1993年起又跟随中国陶瓷艺术大师曹婉芬学习制壶工艺，成为同时擅长陶刻、制壶的双栖紫砂艺匠。他是中国工艺美术学会会员、宜兴紫砂文化艺术研究专委会委员。他于2011年被江苏省陶瓷行业协会评为首届江苏省陶瓷艺术名人。2012年，晋升为研究员级高级工艺美术师（正高级工艺美术师）职称。2016年，当选第六届江苏省工艺美术名人。